# تيمكو تي-35 باكارو
تيمكو تي-35 باكارو «راعي البقر» (بالإنجليزية: Temco T-35 Buckaroo)‏ (تسمية الشركة تي إي-1 (بالإنجليزية: TE-1)‏) طائرة تدريب مدني وعسكري، تم تصميمها في أواخر عقد 1940 باعتبارها منخفضة التكلفة للغاية للأسواق التجارية والعسكرية. فشل «تيمكو» في بيع الطائرة للقوات الجوية الأمريكية مما أجبرها للجوء إلى حكومات خارج الولايات المتحدة للحفاظ على خطوط الإنتاج، ولكنها فقط حققت عدد قليل من أوامر التصدير.

## المتغيرات
Model TE-1A
تسمية الشركة للطراز المزود بمحرك Franklin 6A4-165-B3، ستة بنيت (بما فيها ثلاثة YT-35).
Model TE-1B
تسمية الشركة للطراز المزود بمحرك Continental C-145-2H، عشرة بنيت كما (T-35A)
YT-35
طراز (TE-1A) مع محرك Franklin 6A4-165-B3 للتقييم من قبل القوات الجوية الأمريكية، ثلاثة بنيت.
T-35A
طراز (TE-1B) تسليمها إلى المملكة العربية السعودية، عشرة بنيت.

## المشغلين
المملكة العربية السعودية
- القوات الجوية الملكية السعودية - عشرة (T-35A)[1]

 اليونان
- القوات الجوية اليونانية - طائرة واحدة فقط.[بحاجة لمصدر]

 إسرائيل
- القوات الجوية الإسرائيلية - طائرة واحدة فقط (TE-1A) للتقييم[1]

 إيطاليا
- القوة الجوية الإيطالية - طائرة واحدة فقط (TE-1A) أستلمت في عام 1950[1]

 الولايات المتحدة
- القوات الجوية الأمريكية - ثلاثة (YT-35) للتقييم[1]

## الطائرات الناجية
طائرة واحدة من طراز (T-35A) معروضة في متحف صقر الجزيرة في الرياض، المملكة العربية السعودية. واثنتان أخريان من طراز (T-35A) انتشلت من «مقبرة طائرات» (boneyard) في الصحراء السعودية وتمتلكها الآن «الرابطة الدولية سويفت» (International Swift Association) في أثينا، تينيسي، الولايات المتحدة الأمريكية. حاليا تم تسجيل خمسة «باكارو» (Buckaroos) في الولايات المتحدة.

## مواصفات (Temco Buckaroo TE-1B)
البيانات من Janes's All The World's Aircraft 1953-54 
الخصائص العامة
- الطاقم: اثنان
- الطول: 21 قدم 8 بوصة (6.61 متر)
- باع الجناح: 29 قدم 4 بوصة (8.94 متر)
- الارتفاع: 6 قدم 1½ بوصة (1.87 متر)
- مساحة الجناح : 134 قدم² (12.44 متر²)
- الوزن فارغة: 1,300 lb (591 كغم)
- الوزن محملة: 1,920 lb (873 kg)
- محرك الطائرة: 1 × Franklin 6A4-165-B3 6-cylinder air-cooled horizontally opposed engine, 165 hp (123 kW)

الأداء
- السرعة القصوى: 156 mph (136 knots, 250 km/h) at sea level
- مدى (طائرة): 548 mi [5] (477 nmi, 882 km)
- سقف الخدمة: 17,000 ft (5,185 m)
- معدل الصعود: 1,000 ft/min (5.1 m/s)
- حمولة الجناح: 14.3 lb/ft² (70.2 kg/m²)
- نسبة القدرة إلى الوزن: 0.086 hp/lb (0.14 kW/kg)

التسليح

- صواريخ: Racks for ten 2.75 in rockets

## وصلات خارجية
- Pirep T-35 Buckaroo
- Temco YT-35 'Buckaroo' نسخة محفوظة 6 مايو 2007 على موقع واي باك مشين.
- "Israeli Air Force - Flight Instruction - Temco TE-1A Buckaroo". Israeli Air Force. Israeli Air Force. مؤرشف من الأصل في 2017-11-16. اطلع عليه بتاريخ 2014-08-17.
- Lednicer، David (14 يوليو 2007). "Picture of the Temco T-35 Buckaroo (TE-1) aircraft N77634 (c/n 1)". Airliners.Net. مؤرشف من الأصل في 2020-04-03. اطلع عليه بتاريخ 2014-08-17.

قالب:Temco aircraft